# Altenpleen
Altenpleen är en kommun och ort i Landkreis Vorpommern-Rügen i förbundslandet Mecklenburg-Vorpommern i Tyskland.
Kommunen ingår i kommunalförbundet Amt Altenpleen tillsammans med kommunerna Klausdorf, Groß Mohrdorf, Kramerhof, Preetz och Prohn.